# Phengaris arionides
Phengaris arionides (tên tiếng Anh: Greater Large Blue) là một loài bướm thuộc họ Lycaenidae.
Loài này có ở Trung Quốc, Nhật Bản, và Nga.